# 榎町 (新宿區)
榎町（日语：／ Enokichō */?）是東京都新宿區的町名。未實施住居表示。2013年8月1日為止的人口有581人。郵遞區號162-0806。

## 地理
位於新宿區東北部。北接山吹町，東鄰天神町、東榎町，東南連矢來町，南通南榎町、辯天町，西臨早稻田町。西北接早稻田鶴卷町。南北向的外苑東通通過町內。
町域內除了住宅，還有濟松寺與大日本印刷榎町工場等寺院、印刷相關企業。濟松寺是三代將軍德川家光為了祖心尼所建立的寺院。

## 歷史
最初名為大木町。1646年（正保3年）為濟松寺領，1745年（延享2年）町奉行支配，為牛込榎町。1872年（明治5年），牛込榎町濟松寺領一部分、濟松寺、大願寺、大法寺、妙照寺、宗柏寺、牛込大願寺門前、濟松寺門前、西丸御先手大繩地合併為牛込榎町。1911年（明治44年）去除牛込冠稱。

### 地名由來
源自町內巨大的古老榎木。關於更早的大木町由來，相鄰的天神町內有基督教大名大友宗麟之孫大友義延的屋敷，在勸請大宰府天滿宮後成為基督教徒的秘密據點。大宰府天滿宮的門前町名為扇町，因此此地的門前町也稱作扇町，但後來誤寫為念法相似的大木町。

## 交通
町域內沒有鐵道車站，可利用東京地下鐵東西線早稻田站與神樂坂站、都營地下鐵大江戶線牛込柳町站。

## 設施
- 東京都立新宿山吹高等學校（部分建地）
- 大日本印刷榎町工場
- 濟松寺
- 宗柏寺
- 大願寺

## 備註
1. ↑  『角川日本地名大辞典 13　東京都』、角川書店、1991年再版、P872
2. ↑  .   [2013-08-09]. （原始内容存档于2014-08-19）.
3. ↑  『新宿区町名誌: 地名の由来と変遷』、東京都新宿区教育委員会、1976年

## 外部連結
- 新宿區役所 （页面存档备份，存于）
- 濟松寺 （页面存档备份，存于）